# ديلماس هاو
ديلماس هاو (بالإنجليزية: Delmas Howe)‏ هو رسام أمريكي، ولد في 22 أكتوبر 1935 في إل باسو في الولايات المتحدة.